# Piotr Skarga

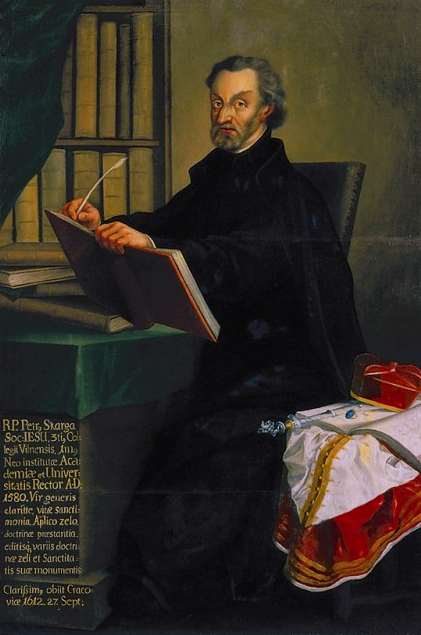
Piotr Skarga

Piotr Skarga, född 2 februari 1536 i Grójec, död 27 september 1612 i Kraków, var en polsk präst. 
Skarga blev skolföreståndare i Warszawa, prästvigdes 1563 och inträdde 1568 i jesuitorden. År 1578 utnämndes han till rektor vid akademien i Vilnius och blev så ryktbar för sin andliga vältalighet ("den polske Johannes Chrysostomos"), att Sigismund Vasa utnämnde honom till sin hovpredikant 1588. 
Skargas predikningar har både litterärt och historiskt värde, enär de berör alla dåtida tilldragelser av politisk vikt. Han var varm anhängare av den kyrkliga unionen och förmådde på en synod i Brest furst Ostrozskij att övergå till densamma. Bland hans teologiska, polemiska och historiska skrifter intas främsta rummet av hans vältaliga, patriotiskt glödande riksdagspredikningar, Kazania sejmowe (tryckt 1610; 14:e upplagan 1903).